# Bajanî, Petropavlivka
Bajanî (în ucraineană Бажани) este un sat în comuna Dmîtrivka din raionul Petropavlivka, regiunea Dnipropetrovsk, Ucraina.

## Demografie
Componența lingvistică a localității Bajanî
     Ucraineană (93,33%)
     Rusă (6,67%)
Conform recensământului din 2001, majoritatea populației localității Bajanî era vorbitoare de ucraineană (93,33%), existând în minoritate și vorbitori de rusă (6,67%).